# Miretta Mauri
Miretta Mauri (Genova, 12 febbraio 1916 – Roma, 17 marzo 2013) è stata un'attrice italiana.

## Biografia
Di origine spezzina, Ada Bontae all'anagrafe,  nacque a Genova e si trasferì a Roma negli anni '30. Fu attiva nel periodo tra il 1939 e il 1944, facendo il suo esordio sullo schermo interpretando l'amica di Vivi Gioi nel film Bionda sottochiave di Camillo Mastrocinque (1939).
Uno dei ruoli più significativi della sua breve carriera è quello di Renata nel film Dora Nelson del 1939 di Mario Soldati, con Assia Noris, Carlo Ninchi e un giovanissimo Massimo Girotti al suo esordio cinematografico. Nel 1940 e sempre diretta da Soldati interpreta la parte di Maria nel film Tutto per la donna, nel quale fu coprotagonista femminile accanto a Junie Astor.
Apparve per l'ultima volta, nella parte di una crocerossina, nel film del 1944 Squadriglia bianca di Ion Sava.

## Filmografia
- Bionda sottochiave, regia di Camillo Mastrocinque (1939)
- Dora Nelson, regia di Mario Soldati (1939)
- Tutto per la donna, regia di Mario Soldati (1940)
- La danza dei milioni, regia di Camillo Mastrocinque (1940)
- T'amerò sempre, regia di Mario Camerini (1943)
- Squadriglia bianca, regia di Ion Sava (1944)